# 辜鴻銘
辜 鴻銘（こ こうめい）は清末民初の学者。中国の伝統文化と西洋の言語・文化の両方に精通しており、西洋人に東洋の文化と精神を称揚し、大きな影響を与えた。字の湯生は英語名のトムソンから来ている。

## 生涯
1857年、イギリス海峡植民地（現在のマレーシア）のペナンで生まれる。父親は福建省出身の中国人でゴム農場の管理人、母親はポルトガル人である。1867年、ゴム農場オーナーのブラウンに伴われてスコットランドへ渡る。1870年、ドイツに留学。イギリスに戻った1877年にエジンバラ大学に入学し、西洋文学を専攻した。1877年に卒業した後、ドイツのライプツィヒ大学で土木工学を学び、さらにフランスのパリ大学で法学を学んだ。1880年、ペナンに帰郷。翌年に馬建忠と会って3日間話し込んだ結果、思想に大きな変化が現れ、植民地政府の仕事をやめて中国文化を学ぶようになった。1885年、清に赴き張之洞の外国語担当の秘書を20年間務めた。この間四書の『論語』『中庸』『大学』を英訳している。1905年、上海黄浦江浚渫局の局長となった。1908年、宣統帝が即位すると外交部侍郎に任命された。1910年には上海の南洋公学（現在の上海交通大学）監督となった。1911年の辛亥革命後公職を去るが、1915年に北京大学の教授に任命され、イギリス文学を講義した。しかし1923年、学長の蔡元培が免職されるとこれに抗議して辞任した。1924年から日本で講演活動を行い、1927年に帰国。翌年に北京で死去した。

## 思想とエピソード
- 「生在南洋、学在西洋、婚在東洋、仕在北洋」と称した。
- 著書の『The Spirit of the Chinese People』で中国人の美点を『温良』（gentleness）としている。
- 保皇派で辛亥革命後も辮髪を続け、一夫多妻制を肯定した。
- 中国語・英語・ドイツ語・フランス語・イタリア語・ギリシア語・ラテン語・日本語・マレー語を自在に操った。
- 芥川龍之介、サマセット・モーム、ラビンドラナート・タゴールなど様々な文学者が、中国を訪れた際に辜鴻銘のもとを訪ねている。

## 著書
- Papers from a Viceroy's Yamen:a Chinese Plea for the Cause of Good Government and True Civilization（『総督衙門論集』）、1901
- ET nunc, reges, intelligite! The Moral Cause of the Russia-Japanese War（『日俄戦争的道徳的原因』）、1906
- The Story of a Chinese Oxford Movement（『中国的牛津運動』）、1910
- The Spirit of the Chinese People（『中国人的精神』または『春秋大義』）、1915

### 日本語訳
- 魚返善雄・訳『支那人の精神』（目黒書店、1940年）